# 애니콜 햅틱 빔
애니콜 햅틱 빔(Anycall Haptic Beam)는 삼전자가 2009년 2월 17일에 출시한 휴대 전화이다. 휴대 전화에 프로젝터가 내장된 제품으로 800:1의 명암비와 100% 색 재현력을 구현하는 DLP(Digital Light Processing) 모듈이 적용되어 있다.